# Madrid Tennis Grand Prix 1980
Il Madrid Tennis Grand Prix 1980 è stato un torneo di tennis giocato sulla terra rossa. È stata la 9ª edizione del Madrid Tennis Grand Prix che fa parte del Volvo Grand Prix 1980. Si è giocato a Madrid in Spagna dal 29 settembre al 5 ottobre 1980.

## Campioni

### Singolare
José Luis Clerc ha battuto in finale  Guillermo Vilas con il punteggio di 6–3, 1–6, 1–6, 6–4, 6–2

### Doppio
Hans Gildemeister /  Andrés Gómez hanno battuto in finale  Jan Kodeš /  Balázs Taróczy con il punteggio di 3–6, 6–3, 10-8